# Schießerei von Singen 1977
Die Schießerei von Singen im Jahr 1977 bezeichnet einen Vorfall in der Stadt Singen (Hohentwiel), bei dem die beiden Mitglieder der Rote Armee Fraktion (RAF) Verena Becker und Günter Sonnenberg während einer Kontrolle durch die Polizei Schusswaffen einsetzten, flüchteten und schließlich verhaftet wurden. Dabei wurden sowohl die Polizisten als auch die Terroristen schwer verletzt.

## Fahndung nach Verena Becker und Günter Sonnenberg
Verena Becker  war seit 1971 Mitglied in der RAF. 1972 wurde sie wegen Beteiligung an dem Bombenanschlag auf den Berlin British Yacht Club verhaftet und zu sechs Jahren Haft verurteilt. 1975 wurde sie nach der Entführung des Westberliner CDU-Vorsitzenden Peter Lorenz zusammen mit vier weiteren RAF-Terroristen durch die Bewegung 2. Juni freigepresst. Zudem wurde sie aufgrund ihrer mutmaßlichen Beteiligung an den Morden an Generalbundesanwalt Siegfried Buback und zwei ihn begleitenden Personen am 7. April 1977 gesucht.
Günter Sonnenberg war ebenfalls Mitglied der RAF. Nach dem damals 22-jährigen wurde ebenfalls aufgrund der mutmaßlichen Mitwirkung an den Morden des 7. April 1977 gefahndet. Becker und Sonnenberg kamen am Abend des 2. Mai 1977 mit dem Zug aus Bonn nach Singen. Ihr Plan war es, über die am Rande der Region Hegau liegende, wenig kontrollierte Grüne Grenze in die Schweiz zu gelangen. RAF-Mitglieder nutzten nach dem Buback-Attentat die Schweiz mehrere Monate als Rückzugsgebiet. Dort hatten sie ein Auto gemietet und Geld über Postanweisungen erhalten.

## Schusswechsel in der Folge einer Personenkontrolle

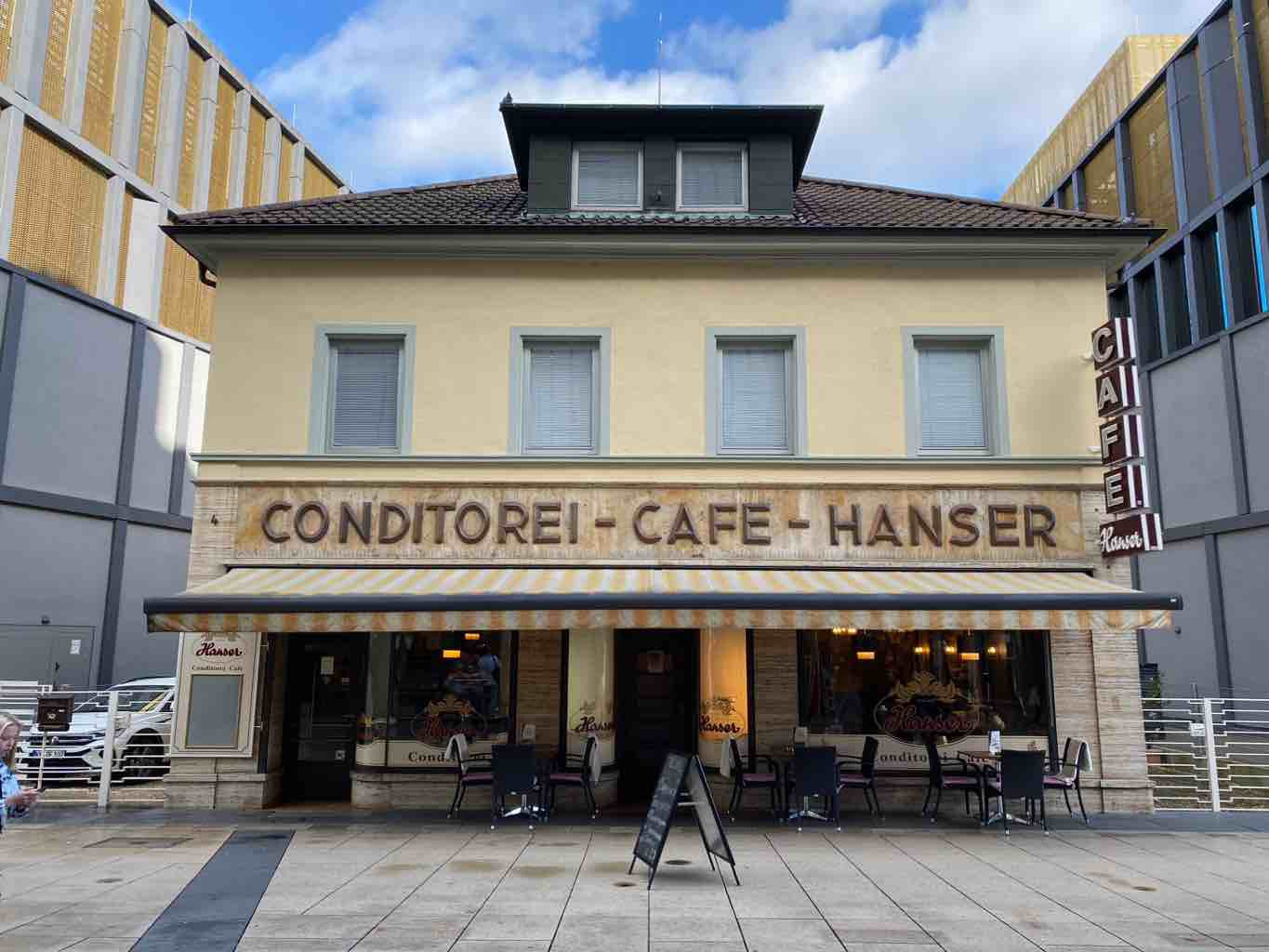
Café Hanser (2022)

Die Rentnerin Renate K. besuchte am 3. Mai 1977 gegen 8:30 Uhr das Traditionslokal Café Hanser in der Fußgängerzone in Singen, als ihr dort ein junges Paar auffiel, welches sie auf einem Fahndungsplakat gesehen zu haben glaubte. Sie berichtete umgehend auf einem in der Nähe liegenden Polizeirevier von ihrer Beobachtung. Als ihr einige Fahndungsfotos vorgelegt wurden, identifizierte sie den Mann als den in Singen aufgewachsenen Knut Folkerts und die Frau als Juliane Plambeck, zwei gesuchte Mitglieder der RAF. Plambeck stand im Verdacht, an der Entführung von Peter Lorenz 1975 beteiligt gewesen zu sein und war aus der Frauenhaftanstalt Lehrter Straße in Berlin geflohen, Folkerts wurde wegen des Mordes an Buback gesucht. Als die Polizisten die Verdächtigen überprüften wollten, erkannten sie sofort, dass es sich bei den beiden Cafébesuchern nicht um die genannten Terroristen handeln konnte.
Auf die Frage nach ihren Personalien antworteten sie, dass sie ihre Ausweise im Auto gelassen hätten. Die Polizisten begleiteten beide zu ihrem Wagen. Becker und Sonnenberg gaben zunächst vor, ihn nicht wiederfinden zu können. Als die Beamten schließlich doch noch zum Auto geführt wurden, fiel ihnen auf, dass am Wagen ein Kennzeichen des Landkreises Konstanz angebracht war, obwohl der Mann angegeben hatte, er komme aus Stuttgart. Einer der Polizisten legte deshalb seine Hand bereits auf die Dienstwaffe, als sich die Frau umdrehte und dreimal mit ihrem Revolver, den sie verdeckt gezogen hatte, auf ihn schoss. Dabei ging ein Schuss in seinen Unterarm und zwei Schüsse streiften ihn leicht. Er ließ sich fallen und stellte sich tot. Kurz darauf richtete der Mann eine Waffe auf den anderen Polizisten und traf ihn in den Unterschenkel. Als der Verletzte Deckung hinter einem anderen Auto suchte, setzte ihm der Mann nach und schoss neunmal gezielt auf ihn. Insgesamt sechs Kugeln trafen den Beamten und verletzten ihn lebensgefährlich, drei weitere Schüsse verfehlten ihn.

## Flucht der Terroristen
Die beiden Täter flüchteten, zuerst zu Fuß, dann in einem mit Waffengewalt geraubten blauen Opel. An der nächsten Kreuzung versuchten vier zu Hilfe gerufene Beamte sie zu stellen, indem sie die Flüchtenden mit zwei Streifenwagen blockierten. Die Frau zielte mit einer Maschinenpistole auf die näherkommenden Polizisten, doch die Waffe hatte eine Ladehemmung. Sie ließ sie fallen, dann rannte das Pärchen über die Felder. Beide schossen mit Pistolen und Revolvern ungezielt auf ihre Verfolger, die das Feuer erwiderten. Dabei nahm ein Verkehrspolizist aus dem Opel die Waffe der Terroristen und schoss auf Verena Becker. Beide Terroristen konnten bald darauf schwerverletzt festgenommen werden. Nachdem sie von Sanitätern versorgt worden waren, wurden sie unter Bewachung der Polizei ins Städtische Krankenhaus Singen gebracht. Die Nachrichtenagentur Associated Press berichtete zunächst noch über die Festnahme von Knut Folkerts und Juliane Plambeck, dann wurden die beiden mittels ihrer Fingerabdrücke jedoch als Verena Becker und Günter Sonnenberg identifiziert.

## Folgen
Forensische Untersuchungen ergaben, dass es sich bei der Maschinenpistole der Marke Heckler & Koch, die der Polizist aus dem Fluchtauto genommen hatte, um auf die Terroristen zu schießen, um die Waffe handelte, mit der in Karlsruhe das Attentat auf den Generalbundesanwalt Siegfried Buback ausgeübt wurde. Außerdem fand man im Auto der beiden Terroristen ein Dutzend falscher Ausweise und Führerscheine, darunter einen mit einem Foto von Knut Folkerts, außerdem Einbruchswerkzeug, Landkarten sowie Geld in verschiedenen Währungen.  Die Nachforschungen nach den falschen Namen in den Ausweisen ermöglichten die Schlussfolgerung, dass sich die Gesuchten nach dem Buback-Mord monatelang unbemerkt in der Schweiz aufgehalten hatten.
Die Bundesanwaltschaft stellte das Verfahren gegen Becker und Sonnenberg wegen des Buback-Mordes ein, da ihnen eine Beteiligung nicht nachgewiesen werden konnte. Anders sah es beim zweiten Strafverfahren wegen der versuchten Polizistenmorde in Singen aus. Im auf die Festnahme folgenden November wurde der Prozess gegen Verena Becker eröffnet, Ende Dezember folgte die Verurteilung zu einer lebenslangen Freiheitsstrafe. Nachdem Sonnenberg aufgrund seiner bei der Verhaftung zugezogenen Schussverletzung aus dem Koma erwacht war, kam er in Haft und wurde in einem wegen seiner schweren Verletzungen abgetrennten Verfahren am 26. April 1978 verurteilt. 1989 wurde Verena Becker begnadigt und entlassen, 1992 wurde auch Günter Sonnenberg auf Bewährung entlassen. Die beiden Polizisten leiden immer noch unter den körperlichen und seelischen Folgen des Schusswechsels.